# 阿塞图纳
阿塞图纳，是西班牙埃斯特雷马杜拉卡塞雷斯省的一个市镇。总面积40平方公里，2001年普查人口總數為687人，人口密度為每平方公里17人。